# メモリアル・リック・ファン・ステーンベルヘン
メモリアル・リック・ファン・ステーンベルヘン（Mémorial Rik Van Steenbergen）は例年10月上旬、ベルギー北部のアールツェラールで開催される、自転車競技、ロードレースにおける、ワンデイレースの名称。UCIヨーロッパツアー1.1カテゴリ。
ロードレース世界選手権、プロ・ロードレースで3度の世界一を果たした、リック・ファン・ステーンベルヘンを記念して設けられた。

## 歴代優勝者
| 年        | 優勝者                                                     |
| --------- | ---------------------------------------------------------- |
| 1991      | オラフ・ルードヴィッヒ                                     |
| 1992      | パトリック・ドヌ                                           |
| 1993      | マリオ・チポッリーニ                                       |
| 1994      | ジャモリディネ・アブドヤパロフ                             |
| 1995      | トム・ステールス                                           |
| 1996      | ヤンス・クルツ                                             |
| 1997      | アンドレイ・チミル                                         |
| 1998      | ヤン・スヴォラダ                                           |
| 1999      | ジュリアーノ・フィゲラス                                   |
| 2000      | ラース・ミカエルセン                                       |
| 2001      | ニコ・エークハウト                                         |
| 2002      | シュテファン・ラードホラ                                   |
| 2003      | ニコ・エークハウト                                         |
| 2004      | トム・ボーネン                                             |
| 2005      | ジャン＝パトリック・ナゾン                                 |
| 2006      | ニコ・エークハウト                                         |
| 2007      | フレフ・ファン・アヴェルマート                             |
| 2008      | ヘルト・ステーフマンス                                     |
| 2009      | ニコ・エークハウト                                         |
| 2010      | ミヒャエル・ファン・スターイエン                           |
| 2012      | テオ・ボス                                                 |
| 2013-2018 | 未開催                                                     |
| 2019      | ドリース・デボント                                         |
| 2020-2021 | 新型コロナウイルス感染症の世界的流行 (2019年-)により未開催 |
| 2022      | ティム・メルリール                                         |